# Agrotis ipsilon
Agrotis ipsilon, el gusano cortador negro, gusano grasiento o cuncunilla negra, es una pequeña especie de polilla migratoria de la familia Noctuidae que se encuentra distribuida en todo el mundo. La polilla tiene este nombre debido a las marcas negras en sus alas anteriores en forma de letra  "Y" y se asemeja a la letra griega upsilon. Las larvas son conocidas como gusanos cortadores porque cortan plantas y otros cultivos. Las larvas son una importante plaga agrícola y se alimentan de casi toda variedad de vegetales y de granos muy importantes.

## Descripción
Es una polilla mediana, con una envergadura de 38 a 48 milímetros (1,5 a 1,9 plg). Las antenas son bipectinadas en el macho. Las alas anteriores son marrones, rojizas, mezcladas con ocre grisáceo pálido. La costa del ala y, a veces, la zona media están teñidas de fuscous oscuro. La línea subterminal es oscura, generalmente precedida en el centro por dos finas marcas negras. Las alas posteriores son de color gris blanquecino o blanquecino, con los extremos teñidas de fuscous. La larva es de color marrón ocre o gris bronceado, sus flancos a veces son verdosos. Las líneas dorsal, subdorsal y espiracular se ven ligeramente más claras, generalmente con bordes más oscuros. La cabeza cuenta con manchas marrones difusas.

### Olfato
A. ipsilon posee un sistema olfativo sensible compuesto por numerosas proteínas expresadas en las antenas. Estas proteínas incluyen proteínas de unión a odorantes, proteínas quimiosensoriales, receptores de odorantes, receptores ionotrópicos y proteínas de membrana de neuronas sensoriales. Estas proteínas son responsables del reconocimiento a las feromonas sexuales y odorantes generales, como aquellos liberados por las plantas hospedadoras.

## Migración
A. ipsilon es un insecto migratorio estacional que viaja al sur en otoño para escapar del frío intenso y al norte en primavera para escapar del clima extremadamente cálido. Los patrones de migración reflejan como ocurre la reproducción en primavera y cesa en otoño. Por lo tanto, los cambios en el termoperiodo, así como en el fotoperiodo, pueden influir en el inicio de los patrones migratorios de esta especie. Antes de migrar hacia el sur en otoño, el sistema reproductivo de las hembras y los machos se desactiva para evitar la cópula antes del invierno. Sin embargo, en primavera y principios del verano, antes de migrar al norte, las hembras liberan feromonas sexuales poco después de la eclosión para atraer a los machos para el apareamiento. La producción y liberación en las hembras y la respuesta de la feromona en los machos depende de la hormona juvenil (HJ) y del neuropéptido activador de la biosíntesis de feromonas (BPAN). En el lapso de 2 meses, la polilla avanza a través de las etapas del ciclo de vida de huevo, larva, pupa y adulto.

## Ciclo de vida
La especie vive comúnmente en el suelo, donde se alimenta de plántulas de casi todos los cultivos hortícolas, principalmente maíz, papa, remolacha azucarera, repollo y muchas otras plantas. Debido a su hábitat en el suelo, los gusanos cortadores son difíciles de controlar. A menudo se detectan solo cuando las plantas ya están gravemente dañadas.

### Oviposición
Según el tipo de residuos presentes en el suelo, la oruga prefiere ovipositar en zonas con restos de cercas (pastos) en lugar de restos de campos de maíz, restos de suelo forestal y suelo desnudo. Los restos de cercas incluyen restos de pasto seco, lo que puede resultar atractivo para las hembras, que pueden ovipositar a principios de la primavera, antes del rápido crecimiento de la vegetación.
Sin embargo, luego de este crecimiento, las polillas se sienten atraídas por plantas bajas y densas como la acedera rizada y la rúcula amarilla. Estas plantas suelen tener tallos múltiples y numerosas hojas basales bajas. En la mayoría de las especies vegetales, el gusano cortador prefiere poner sus huevos en las hojas en lugar del tallo.

### Huevo
La fase de huevo de la polilla dura de 3 a 6 días. Las hembras ponen huevos en grupos sobre hojas bajas. Si no hay plantas hospedantes disponibles, las hembras ponen huevos sobre material vegetal muerto. Sin embargo, no ponen huevos sobre el suelo desnudo. Las hembras pueden poner huevos individualmente o en grupos de hasta 1200 a 1900 huevos.

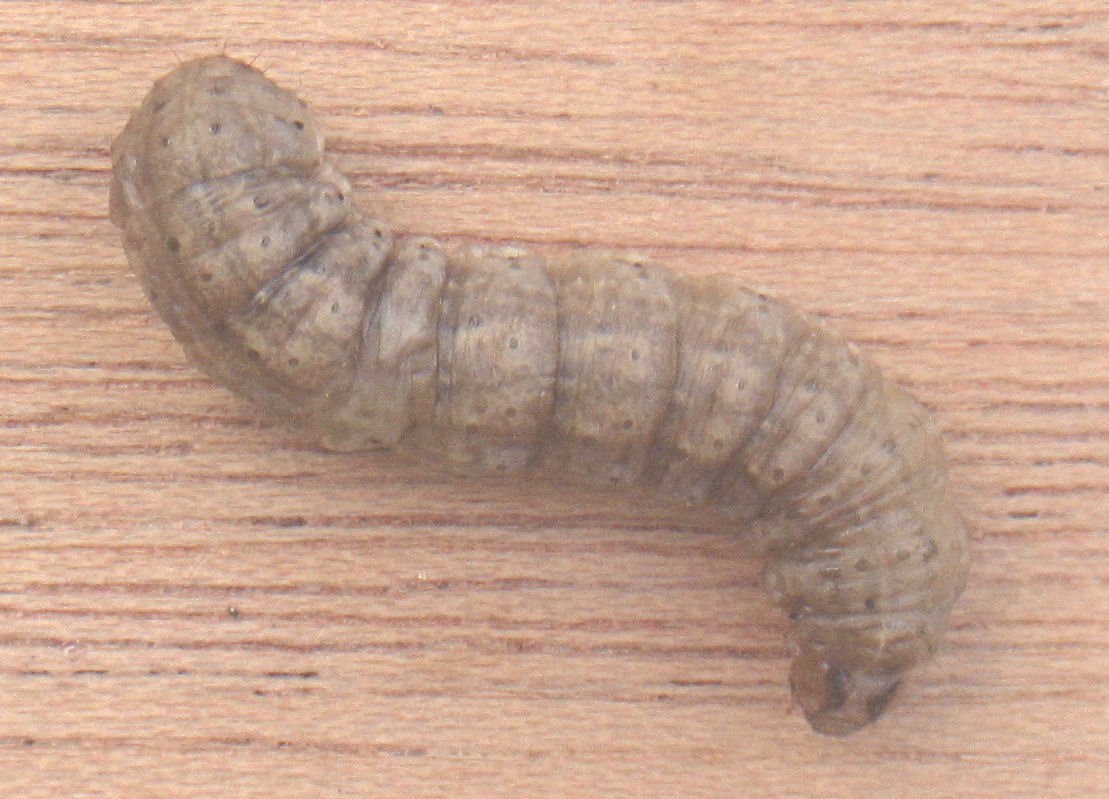
Oruga

Los huevos son casi esféricos, inicialmente blancos, pero se tornan marrones con la edad. La superficie del huevo presenta entre 35 y 40 costillas que irradian desde un ápice.

### Oruga
La etapa larvaria dura de 20 a 40 días. A lo largo de 5 a 9 estadios, el cuerpo de la oruga crece de 3,5 a 6,5 mm hasta un máximo de 55 mm. El desarrollo larvario se optimiza a una temperatura de 27 °C, y los estadios 1 a 5 alcanzan su máximo éxito con mayor humedad. Para el cuarto estadio, la larva se vuelve sensible a la luz y pasa la mayor parte del día bajo tierra. En esta etapa se considera una plaga porque daña el tejido vegetal bajo el suelo. Las larvas son caníbales.

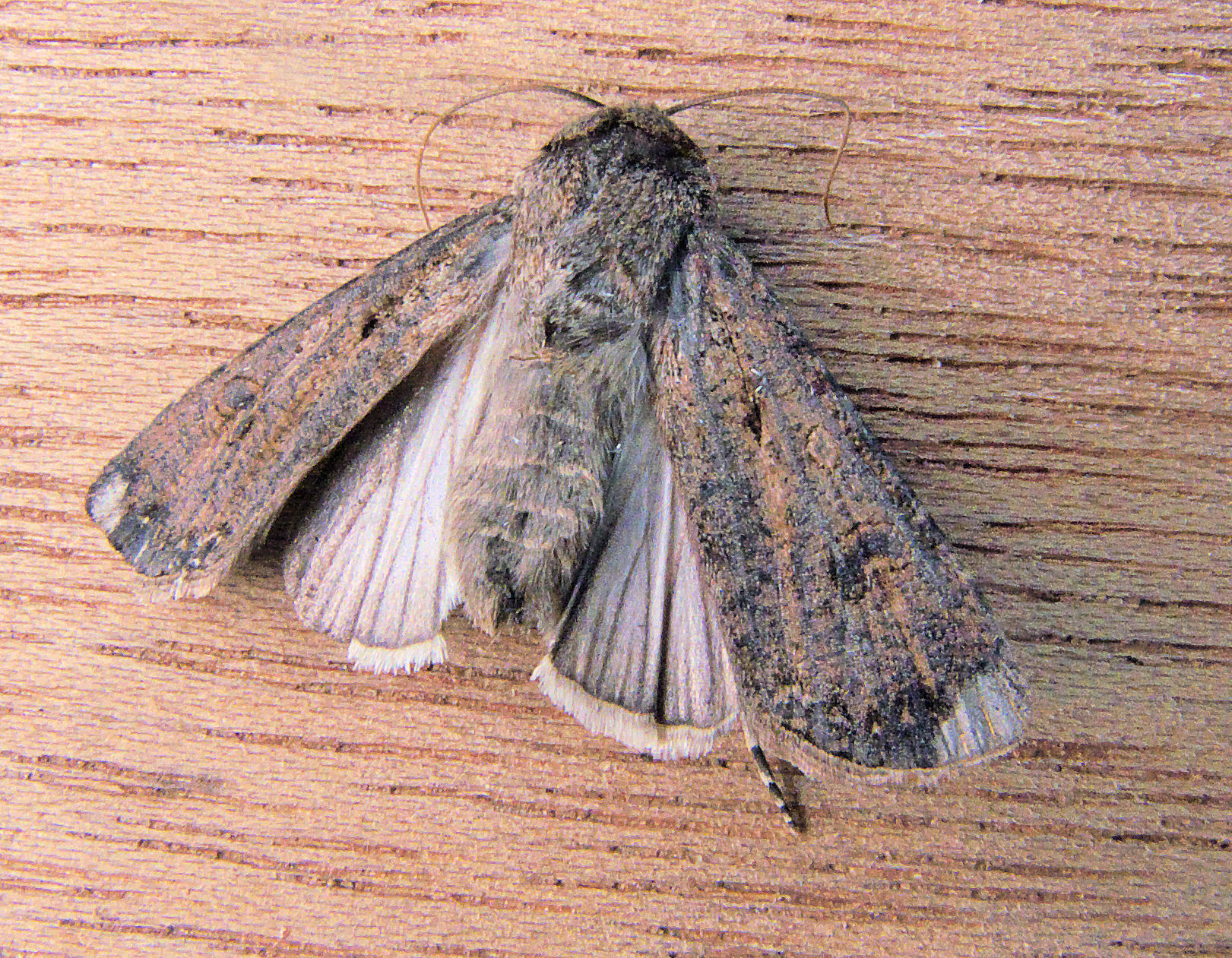
Adulto

La larva puede variar de color, desde gris claro o marrón grisáceo hasta negro. La superficie ventral suele ser más clara, y esta especie carece de banda dorsal. Todo el cuerpo está cubierto de gránulos y la cabeza presenta numerosas manchas oscuras.

### Crisálida
La etapa de pupa dura de 12 a 20 días. Pupa bajo el suelo aproximadamente de 3 a 12 mm por debajo de la superficie.
Las pupas parecen ser de color marrón oscuro y tienen entre 17 y 12 mm de largo por 5–6 mm de ancho.

### Polilla
El ciclo de una generación completa, desde el huevo hasta el adulto, dura entre 35 y 60 días. El período de preoviposición de la hembra dura entre 7 y 10 días. El número de generaciones varía según la ubicación y las condiciones climáticas. En Canadá, hay una o dos generaciones, mientras que en Estados Unidos, se ven de dos a cuatro al año y en España hasta tres generaciones. Esta especie abunda en temperaturas más cálidas, como Arkansas, a finales de la primavera, entre mayo y junio, y principios del otoño, de septiembre a octubre, mientras que abunda más en temperaturas más frías (como Nueva York) durante el verano (junio y julio). En España se ven en vuelo en enero, luego de febrero a marzo y de junio a julio. Un ciclo de vida dura entre 35 y 60 días. 
Los adultos tienen una envergadura de 40 a 55 mm. Las alas anteriores son de color marrón oscuro, y la zona distal presenta una banda irregular clara con una marca discontinua negra. Las alas posteriores son de color blanquecino a grisáceo y presentan venas más oscuras que las alas anteriores.

## Enemigos
Enfrenta varios tipos de depredación y parasitismo, como por Hexamermis arvalis, Sisyropa eudryae o por la mosca taquínida parasítica Archytas cirphis. También hay avispas parasitoides. Las larvas son adecuadas para el desarrollo de la avispa parasitoide Meteorus rubens. Entre los depredadores se cuentan especies de hormigas y de escarabajos carábidos (Sisyropa eudryae).

## Distribución
Se han encontrado poblaciones de esta especie en el sur de Canadá, casi todos los estados de los Estados Unidos (incluyendo Hawái), México, América Central y del Sur, Australia, Nueva Zelanda, la costa del Pacífico, el norte de África, Europa y Asia. Sin embargo, están ausentes en algunas regiones tropicales y áreas más frías y están más extendidas en el hemisferio norte que en el hemisferio sur.
También se sabe que esta especie de polilla migra al norte en primavera y al sur en otoño.